# Bleuenn Battistoni
Bleuenn Battistoni, née en 1999 à Lyon, est une danseuse française. Elle est danseuse étoile du Ballet de l'Opéra de Paris depuis le 26 mars 2024.

## Biographie
Née en 1999 à Lyon, Bleuenn Battistoni découvre la danse à l’âge de quatre ans dans la région lyonnaise. Elle entre au Conservatoire national supérieur de musique et de danse de Paris à l'âge de 14 ans. Ses bons résultats au conservatoire lui permettent d'intégrer l’École de danse de l'Opéra national de Paris. Après trois années de formation dans cet établissement, et des prestations remarquées au spectacle annuel de l'école, elle est engagée dans le Ballet de l'Opéra national de Paris en 2017.

### À l'Opéra de Paris
Bleuenn Battistoni effectue ses premières années dans le corps de ballet en tant que quadrille, et doit attendre 2021 pour être promue coryphée puis sujet. Elle est alors distribuée en 2022 dans le rôle de Gamzatti dans La Bayadère de Rudolf Noureev, habituellement réservé aux étoiles de l'Opéra. Ensuite, elle remplace au pied levé la danseuse étoile Alice Renavand lorsque celle-ci se blesse dans le rôle-titre de Giselle pour sa soirée d’adieux.
À la fin de l'année 2022, elle est nommée Première danseuse en interprétant au concours de promotion une variation de La Belle au bois dormant dans la version de Rosella Hightower . Cette promotion s'accompagne de distributions dans de nombreux seconds rôles solistes, comme celui de Mitzi Caspar dans Mayerling et de la maîtresse de Lescaut dans L'Histoire de Manon de Kenneth MacMillan.
Elle est nommée danseuse étoile par José Martinez, directeur de la danse, le 26 mars 2024 à l'issue d'une représentation de La Fille mal gardée de Frederick Ashton, alors qu'elle danse le rôle principal de Lise aux côtés de Marcelino Sambé.

## Récompenses
- 2021 : prix du cercle Carpeaux[6]
- 2021 : prix de l'AROP[7]